# Rainer Dorndeck

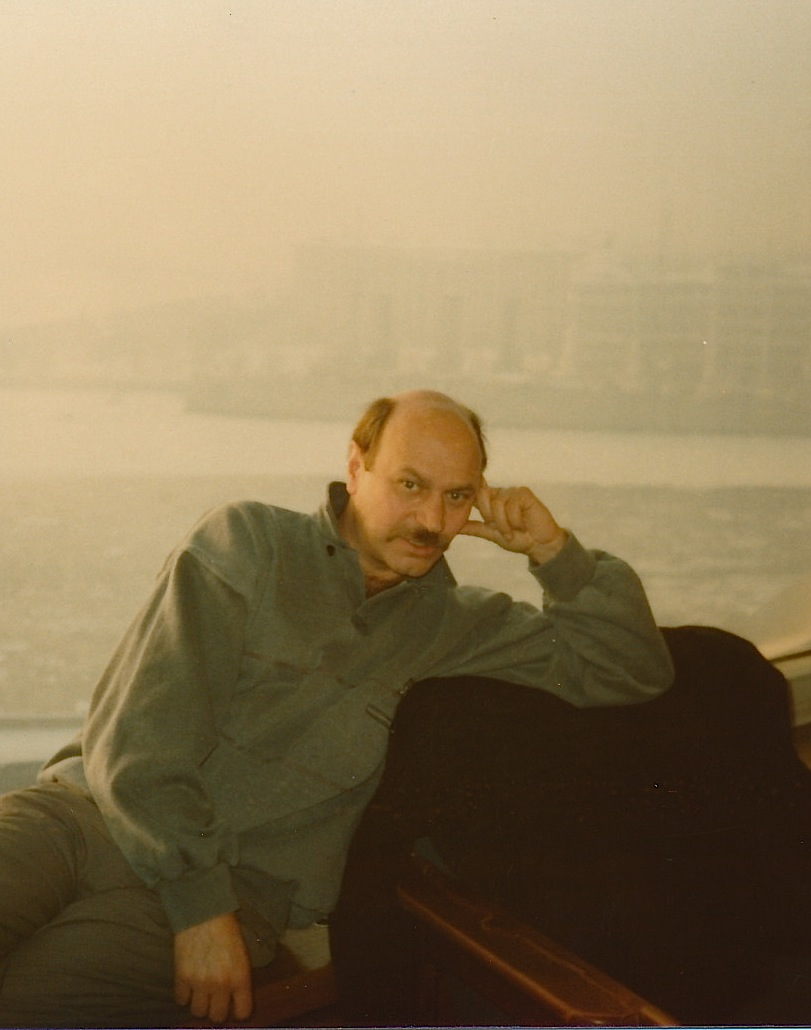

Rainer Dorndeck (* 17. Februar 1941 in Bitterfeld; † 10. März 2011 in Leipzig) war ein deutscher Fotograf.

## Leben
Rainer Dorndeck wuchs während der Kriegs- und Nachkriegsjahre in der Industriestadt Bitterfeld auf. Geprägt im bürgerlich-christlichen Familienbund erlebte er, zusammen mit seiner älteren Schwester Christa, die Enteignung des Lederhandelsunternehmens seiner Eltern. Nachdem der Vater als Sanitäter an der Ostfront vermisst geblieben war, begann seine Mutter, unter schwierigen Bedingungen, ein eigenes Lederwarengeschäft einzurichten. Schon in Kinderjahren fotografierte Rainer Dorndeck, mit der noch vorhandenen Kameratechnik seines Vaters, kleine Bildgeschichten mit Porträts und Landschaften.
Im Jahr 1954 wurde er Mitglied im Fotozirkel des neu erbauten Kulturpalast Bitterfeld, wo er mit Ausstellungen, Preisen und Auszeichnungen bekannt wurde. Nach dem Abitur 1959 musste er, um studieren zu können, den Dienst in der Nationalen Volksarmee absolvieren. Von 1961 bis 1966 studierte er an der renommierten Hochschule für Grafik und Buchkunst Leipzig im Fachbereich Fotografie. Dort erhielt er das akademische Diplom zum Photografiker und wurde 1969 Mitglied im Verband Bildender Künstler (VBK) der DDR. Seine freiberufliche fotografische Tätigkeit war damit abgesichert. Nach der Deutschen Wiedervereinigung wurde er Mitglied im Bund Deutscher Grafikdesigner (BDG).
Rainer Dorndeck war in erster und zweiter Ehe verheiratet mit der Lehrerin Wiebke und der Kinder- und Jugendpädagogin Dagmar. Er starb im Alter von 70 Jahren an einer unheilbaren Krankheit in Leipzig.

## Ausbildung und Arbeit
Während seines Fotografiestudiums an der Hochschule für Grafik und Buchkunst Leipzig eignete er sich fundierte Kenntnisse der Gebrauchsgrafik an.
Mit den bestmöglichen Voraussetzungen begann er freiberuflich in der Messestadt Leipzig zu arbeiten.
Rainer Dorndeck war als gefragter Werbe- und Modefotograf kontinuierlich und vorwiegend tätig für den Export- und Außenhandel der Betriebe und Kombinate der DDR, die Textil-, Leder- und Pelzwaren produzierten. Außerdem fotografierte er im Bereich Porträt- und Modefotografie für den Verlag für die Frau Leipzig und für den Fachbuchverlag Leipzig. In seiner Freizeit widmete er sich fotodokumentarischen Themenkomplexen, Langzeitdokumentationen und der Landschaftsfotografie.

## Eigene Ausstellungen (Auswahl)
- 1974 – Leipzig, Leipzig Information – Sachsenplatz, Reportage-Mode-Akt
- 1984 – Leipzig, Galerie P – staatlicher Kunsthandel, „Fotomodelle privat“ Mode und Werbung im Kontext zum Akt, Langzeitdokumentation 1970 bis 1984
- 1984 – Borna, Stadtmuseum Torladen, „Fotomodelle privat“ Mütter und Kinder - Langzeitdokumentation 1970 bis 1984
- 1989 – Hannover, Rathaus, Dokumentation der Leipziger Montagsdemonstrationen „Wir sind das Volk – Leipzigs langer Montagsmarsch“
- 1989 – Bremen, Presseclub, Leipziger Montagsdemonstrationen
- 1990 – Bremen, Stadtbibliotheken, "Hiddensee – die vierte Jahreszeit" Landschaft
- 1990 – Bremen, Presseclub, „Fotomodelle privat“, Langzeitdokumentation 1970 bis 1984
- 1991 – Hamburg, 3. Oktober zum Tag der Deutschen Einheit „Leipziger Montagsdemonstrationen“
- 1991 – Wolfenbüttel, Bildungszentrum KVHS, „Die Ausbildung – eine Klasse der Palucca Schule-Dresden“ Langzeitdokumentation 1978 bis 1986
- 1991 – Leipzig, Galerie Süd, „Schmuck in der Fotografie“ - Akt
- 1992 – Dresden, Palucca Hochschule für Tanz, „Meisterklasse 1978 bis 1986“
- 1992 – Bremen, Presseclub, „Lebende Legende – Gret Palucca“
- 1994 – Bremen, Presseclub, 3. Oktober zum Tag der Deutschen Einheit - erweiterte Fotodokumentation 1989 bis 1991
- 1997 – Lyon, Rathaus, Fotodokumentation "Wir sind das Volk - Leipzigs langer Montagsmarsch"

## Ausstellungsbeteiligungen (Auswahl)
- 1960 – Karl-Marx-Stadt, Fotoschau der II. Arbeiterfestspiele
- 1963 – Berlin, großer Köpenicker Fotowettbewerb
- 1965 – Budapest, Deutsche Studenten - Fotografie
- 1966 – Berlin, II.Fotoschau der deutschen Jugend
- 1966 – Köln, photokina
- 1966 – Warschau, III. Internationale Kunstfotografenausstellung
- 1967 – Internationaler Fotowettbewerb VEB Filmfabrik ORWO Wolfen - VEB PENTACON Dresden
- 1969 – Leipzig, Bezirksfotoschau
- 1971 – Berlin, Weltfotoausstellung
- 1971 – 1972 bis 1974 Internationale Fotoausstellung "Venus-Portrait und Akt", Krakau/Polen
- 1972 – VII. Fotoschau der DDR, Berlin
- 1975 – Internationaler PENTACON-ORWO-Fotowettbewerb, Dresden-Wolfen
- 1981 – Internationale Fotoausstellung, Plovdiv/Bulgarien
- 1982 – Rostock, Ifo Scanbaltic
- 1983 – Berlin, 9. Fotoschau der DDR
- 1983 – "Leipziger Fotografen", Museum der bildenden Künste - LEIPZIG
- 1983 – Internationaler PENTACON-ORWO-Fotowettbewerb, Dresden-Wolfen
- 1987 – Karl-Marx-Stadt, Galerie Schmidt-Rottluff
- 1989 – Leipzig, Leipziger Montagsdemonstrationen
- 1990 – Frankfurt/Main, „Wir sind das Volk – Leipziger Montagsdemonstrationen“
- 1991 – Hamburg, St.-Petri-Kirche, Leipziger Montagsdemonstrationen
- 1998 – Leipzig, Alte Nikolaischule, Leipziger Fotografen des VBK der DDR
- 2002 – Leipzig-Allee Center/Grünau, Modefotografie der 70er Jahre
- 2004 – Leipzig, Fotodokumentation Montagsdemonstration im öffentlichen Raum

### Posthum
- 2011 – Leipzig, Stadtgeschichtliches Museum
- 2011 und 2012 – Leipzig, Telekom-Hochschule
- 2019 und 2020 - Naunhof, Rathaus/Galerie Kugel

## Auszeichnungen (Auswahl)
- Erster Preisträger und Gewinner des Obelisk der photokina Köln – Ehrenurkunde, 1966
- Goldmedaille „Fotoschau der Deutschen Jugend“, Berlin 1964
- Ehrennadel für Fotografie in Bronze, Berlin 1964
- Goldmedaille  6. Arbeiterfestspiele, Gera 1964
- Goldmedaille  V. Deutsche Fotoschau, Berlin 1964
- Goldmedaille  2. Fotoschau der deutschen Jugend, Berlin 1966
- Ehrenurkunde Weltfotoausstellung „Vom Glück des Menschen“, Berlin 1967
- Ehrenmedaille VII. Fotoschau der DDR, Berlin 1972
- Ehrennadel für Fotografie in Silber, Berlin 1974
- Ehrenurkunde und Preisträger „Internationaler PENTACON-ORWO  Fotowettbewerb“, Akt 1975 und 1983